# Клика (группа людей)
Кли́ка (фр. clique — шайка, банда) — группа людей, объединенная корпоративными — политическими, экономическими, социальными интересами, осуществляющая свои корыстные требования через институты и каналы государства. Клика состоит из индивидов, принадлежащих к одной среде и сплочённых общими интересами.
Немецкий социолог Никлас Луман ввёл понятие «клика недовольных» — неформальная группа, существующая в рамках формальной организации, члены которой обмениваются информацией, мыслями, низко оценивая господствующую систему норм и ценностей, не выходя за пределы вербального поведения, и «стратегическая клика» — неформальная группа, существующая в рамках формальной организации и использующая её структуру в собственных целях и интересах.

## Терминология
С точки зрения социологии, клики — это формирование двух или более индивидов, которые обладают общими характеристиками, позволяющими им идентифицировать себя друг с другом, образуя социальную сеть. Люди, входящие в группу, общаются и ассоциируются друг с другом чаще, чем те, кто находится вне группы. Формирование клики может быть выявлено в различных социальных средах на протяжении всей жизни. Один человек может быть частью нескольких клитик, каждая из которых формируется и функционирует независимо друг от друга. Клики существуют в обществе благодаря социальному влиянию или давлению со стороны сверстников, которое возникает в результате взаимодействия с людьми, имеющими общие черты. Результаты, связанные с формированием клики, могут быть бесконечными, с разной степенью влияния. Так, формальная клика, такая как профессиональная организация, будет иметь другое влияние по сравнению с социальной кликой, состоящей из близких друзей.

## Социальная изоляция
В своей статье «Социальная изоляция в Америке» Паоло Париджи и Уорнер Хенсон II определяют социальную изоляцию как «степень обособленности субъекта, [которая] может иметь структурную или субъективную интерпретацию». Социальная изоляция может возникать, когда клики отделяют себя от других групп.
Клика также может подразумевать высокую степень социальной приверженности определенной группе. Более сильный уровень приверженности приводит к тому, что человек сокращает количество взаимодействий с другими социальными группами. Кликишное поведение часто предполагает повторение действий, языка, предпочтений и манеры поведения, что приводит к конфликтам с другими кликами, создавая «аутсайдеров». Индивиды также могут испытывать социальную изоляцию внутри своей клики, если их ценности и/или поведение начинают отличаться от остальных членов группы.

## Гомофилия
Гомофилия — это склонность людей объединяться с другими людьми, потому что они имеют схожие черты характера. Гомофилия широко распространена и в современном обществе. Эта концепция может рассматриваться как возможная основная причина формирования клики.
Что касается гомофилии, то люди собираются и объединяются по разным причинам. Самая типичная причина — это то, что люди, находящиеся в близком окружении, легко сближаются друг с другом. Кроме того, люди, которые встречаются в семье, на работе или в любой другой сфере деятельности, где люди контактируют с другими, часто формируют личные отношения.
В некоторых случаях влияние гомофилии можно наблюдать, когда люди из клики вступают в брак.

## Формирование
Причины формирование клик могут включать в себя знакомство с новыми людьми для установления отношений, чтобы получить лучшие возможности. Некоторые люди считают, что участие в клике — это способ найти или получить больше шансов на успех. Например, многие присоединяются к женскому обществу или братству, чтобы получить преимущество при получении работы, потому что они могут быть наняты кем-то из аффилированных лиц.
Члены клики часто имеют одинаковый социальный статус, но внутри клик существует иерархия.